# Erik Herseth
Erik Johan Herseth (Oslo, 9 de julho de 1892 — 28 de janeiro de 1993) foi um velejador norueguês, campeão olímpico. Ele competiu nos Jogos Olímpicos de Verão de 1920 na classe 10 Metre e conquistou a medalha de ouro na disputa realizada segundo as regras de 1907 a bordo do Eleda com Gunnar Jamvold, Petter Jamvold, Claus Juell, Sigurd Holter, Ingar Nielsen e Ole Sørensen.
Além da carreira de velejador, Herseth era um conhecido cantor de ópera, e sua voz era de barítono. Depois de trabalhar inicialmente em Oslo, ele cantou no Volksoper em Viena de 1924 a 1928. Paralelamente ao noivado, trabalhou como correspondente do tabloide Aftonbladet, para o qual entrevistou pessoas famosas como Josephine Baker. Herseth também foi oficial da Força Aérea da Noruega e serviu com as tropas norueguesas na Suécia durante a Segunda Guerra Mundial. Após a guerra, ele trabalhou como professor de canto, negociante de arte e pintor sob o pseudônimo de L. Smith.